# Parafia Najświętszej Rodziny w Kozach Małych
Parafia pw. Najświętszej Rodziny w Kozach Małych – parafia rzymskokatolicka znajdująca się w Kozach. Należy do dekanatu Bielsko-Biała III-Wschód diecezji bielsko-żywieckiej.
Budowę kościoła parafialnego rozpoczęto w 1990 roku. Ośrodek duszpasterski ustanowiono w 1992, a samodzielną parafię erygowano w 1995.